# Dichloromethan
Dichloromethan (DCM) hay methylen chloride (MC) là một hợp chất hóa học với công thức CH
2Cl
2 Đây là một chất lỏng không màu, dễ bay hơi với mùi thơm nhẹ. Nó được sử dụng rộng rãi làm dung môi, vì là một trong những chlorcarbon ít độc nhất, và nó có thể trộn lẫn với hầu hết các dung môi hữu cơ.

## Trong tự nhiên
Các nguồn tự nhiên của dichloromethane bao gồm các nguồn đại dương, tảo vĩ mô, vùng đất ngập nước và núi lửa.  Tuy nhiên, phần lớn dichloromethane trong môi trường là kết quả của khí thải công nghiệp.

## Chế tạo
Trong công nghiệp, người ta tổng hợp dichloromethan bằng cách cho mêtyl chloride hay methan phản ứng với khí clo trong khoảng 400–500 °C. Ở những nhiệt độ này, cả metan và chloromethane đều trải qua một loạt phản ứng tạo ra các sản phẩm clo hóa nhiều hơn. Bằng cách này, ước tính có khoảng 400.000 tấn được sản xuất ở Mỹ, Châu Âu và Nhật Bản vào năm 1993.
CH
4 + Cl
2 → CH
3Cl + HCl
CH
3Cl + Cl
2 → CH
2Cl
2 + HCl
CH
2Cl
2 + Cl
2 → CHCl
3 + HCl
CHCl
3 + Cl
2 → CCl
4 + HCl
Hỗn hợp sau phản ứng gồm methyl chloride, dichloromethan, chloroform, và carbon tetrachloride, chúng được phân tách qua quá trình chưng cất.
DCM được điều chế lần đầu tiên vào năm 1839 bởi  nhà hóa học người Pháp Henri Victor Regnault (1810–1878), người đã phân lập nó từ hỗn hợp chloromethane và clo khi tiếp xúc với ánh sáng mặt trời.

## Độc tính
Mặc dù DCM ít độc hại nhất trong số chlorohydrocacbon đơn giản, nhưng nó có những rủi ro sức khỏe nghiêm trọng. Độ bay hơi cao khiến nó trở thành mối nguy hiểm cấp tính khi hít phải. Nó cũng có thể hấp thụ qua da. 
Các triệu chứng của việc tiếp xúc quá mức cấp tính với dichloromethan qua đường hô hấp bao gồm khó tập trung, chóng mặt, mệt mỏi, buồn nôn, nhức đầu, tê, yếu đường hô hấp trên, mắt và kích ứng cơ thể. Hậu quả nghiêm trọng hơn có thể bao gồm nghẹt thở, mất ý thức, hôn mê và tử vong.